# Laser de Saint-Hyacinthe
Die Laser de Saint-Hyacinthe waren eine kanadische Eishockeymannschaft aus Saint-Hyacinthe, Québec. Das Team spielte von 1989 bis 1996 in einer der drei höchsten kanadischen Junioren-Eishockeyligen, der Québec Major Junior Hockey League (QMJHL).

## Geschichte
Die Canadien junior de Verdun wurden 1989 von Verdun, Québec, nach Saint-Hyacinthe, Québec, umgesiedelt und in Laser de Saint-Hyacinthe umbenannt. Ihr größter Erfolg gelang der Mannschaft mit dem Erreichen der zweiten Runde der Playoffs um die Coupe du Président, den Meistertitel der QMJHL. In dieser schieden sie nach einem knappen 4:3-Erfolg in der Best-of-Seven-Serie gegen die Draveurs de Trois-Rivières mit 1:4 Siegen gegen die Tigres de Victoriaville aus. Anschließend erreichte das Team bis auf die Saison 1992/93 stets die Playoffs, kam allerdings auch nie über die erste Runde hinaus. Nach sieben Jahren wurde das Franchise 1996 nach Rouyn-Noranda, Québec, verlegt, wo es seither unter dem Namen Huskies de Rouyn-Noranda am Spielbetrieb der QMJHL teilnimmt.

## Saisonstatistik
Abkürzungen: GP = Spiele, W = Siege, L = Niederlagen, T = Unentschieden, OTL = Niederlagen nach Overtime SOL = Niederlagen nach Shootout, Pts = Punkte, GF = Erzielte Tore, GA = Gegentore, PIM = Strafminuten
| Saison  | GP | W  | L  | T | OTL | SOL | Pts | GF  | GA  | Platz     | Playoffs                        |
| 1989–90 | 70 | 35 | 29 | 6 | —   | —   | 76  | 299 | 301 | 7., QMJHL | Niederlage in der zweiten Runde |
| 1990–91 | 70 | 36 | 30 | 4 | —   | —   | 76  | 287 | 251 | 4., Lebel | Niederlage in der ersten Runde  |
| 1991–92 | 70 | 35 | 28 | 7 | —   | —   | 77  | 332 | 274 | 4., Lebel | Niederlage in der ersten Runde  |
| 1992–93 | 70 | 29 | 37 | 4 | —   | —   | 62  | 312 | 320 | 5., Lebel | nicht qualifiziert              |
| 1993–94 | 72 | 35 | 30 | 7 | —   | —   | 77  | 297 | 290 | 4., Lebel | Niederlage in der ersten Runde  |
| 1994–95 | 72 | 26 | 42 | 4 | —   | —   | 56  | 241 | 310 | 5., Lebel | Niederlage in der ersten Runde  |
| 1995–96 | 70 | 23 | 44 | 3 | —   | —   | 49  | 242 | 353 | 6., Lebel | Niederlage in der ersten Runde  |

## Ehemalige Spieler
Folgende Spieler, die für die Laser de Saint-Hyacinthe aktiv waren, spielten im Laufe ihrer Karriere in der National Hockey League:
| - Martin Brodeur - Frédéric Cassivi - Éric Charron - Martin Gendron | - Georges Laraque - Craig Martin - Dean Melanson | - Patrick Poulin - Rémi Royer - Pierre Sévigny |

## Team-Rekorde

### Karriererekorde
Spiele: 252  Normand Paquet
Tore: 178  Martin Gendron
Assists: 188  Charles Poulin
Punkte: 328  Martin Gendron
Strafminuten: 721  David Desnoyers